# Каноса (община)
Вижте пояснителната страница за други значения на Каноса.
Кано̀са (на италиански: Canossa, на местен диалект Canòsa) е община в северна Италия, провинция Реджо Емилия, регион Емилия-Романя. Разположена е на 219 m надморска височина. Населението на общината е 3843 души (към 2010 г.).
Административен център на общината е село Чано д'Енца (Ciano d'Enza).
В общинската територия се намира замъкът Каноса.